# Signéville
Signéville ist eine französische Gemeinde mit 88 Einwohnern (Stand 1. Januar 2022) im Département Haute-Marne in der Region Grand Est (vor 2016 Champagne-Ardenne). Sie gehört zum Arrondissement Chaumont und zum Kanton Bologne. Die Einwohner werden Signévillois genannt.

## Geographie
Signéville liegt etwa 20 Kilometer nordnordöstlich von Chaumont. Umgeben wird Signéville von den Nachbargemeinden Roches-Bettaincourt im Westen und Norden, Montot-sur-Rognon im Nordosten und Osten, Vignes-la-Côte im Osten sowie Andelot-Blancheville im Süden.

## Bevölkerungsentwicklung
| Jahr                       | 1962 | 1968 | 1975 | 1982 | 1990 | 1999 | 2006 | 2011 | 2019 |
| Einwohner                  | 105  | 107  | 103  | 108  | 83   | 86   | 99   | 99   | 90   |
| Quellen: Cassini und INSEE |      |      |      |      |      |      |      |      |      |

## Sehenswürdigkeiten
- Kirche Saint-Vallier